# Campylocera tessmanni
Campylocera tessmanni är en tvåvingeart som beskrevs av Günther Enderlein 1942. Campylocera tessmanni ingår i släktet Campylocera och familjen Pyrgotidae. Inga underarter finns listade i Catalogue of Life.